# Белобровцев, Вадим
Вадим Белобровцев (эст. Vadim Belobrovtsev; род. 11 мая 1978 года, Таллинн, Эстонская ССР, СССР) — эстонский политик, общественный деятель и журналист. Член правления Центристской партии Эстонии. Член  совета Фонда интеграции. Вице-президент Союза конькобежного спорта Эстонии. С 9 ноября 2017 года по 9 апреля 2023 года — вице-мэр Таллинна по вопросам молодёжи, спорта, культуры, интеграции и образования. С 10 апреля 2023 года — депутат Рийгикогу.

## Образование
В 2000 году окончил Международный университет Concordia в Эстонии. С 2009 по 2010 учился в Эстонской школе дипломатии.
Владеет русским, эстонским, английским, французским и немецким языками.

## Биография
Родился 11 мая 1978 года в Таллинне. Отец – журналист и медиаэксперт Виталий Белобровцев, мать – литературовед, доктор филологических наук, профессор по русской литературе Ирина Белобровцева.
С августа 2000 года работал редактором русскоязычной редакции Delfi в Эстонии. В апреле 2004 года начал работать репортером и руководителем проекта в PBK (Первый Балтийский Канал).
С января 2008 года по ноябрь 2009 года занимал должность пресс-секретаря Социал-демократической партии Эстонии. Был членом правления партии и членом правления Таллиннского округа партии. Работал в Рийгикогу советником фракции Социал-демократической партии.
C декабря 2009 по октябрь 2010 года работал заместителем старейшины Мустамяэ.

С 19 ноября по 31 декабря 2010 года — вице-мэр Таллинна. Позже был депутатом Таллиннского городского собрания.

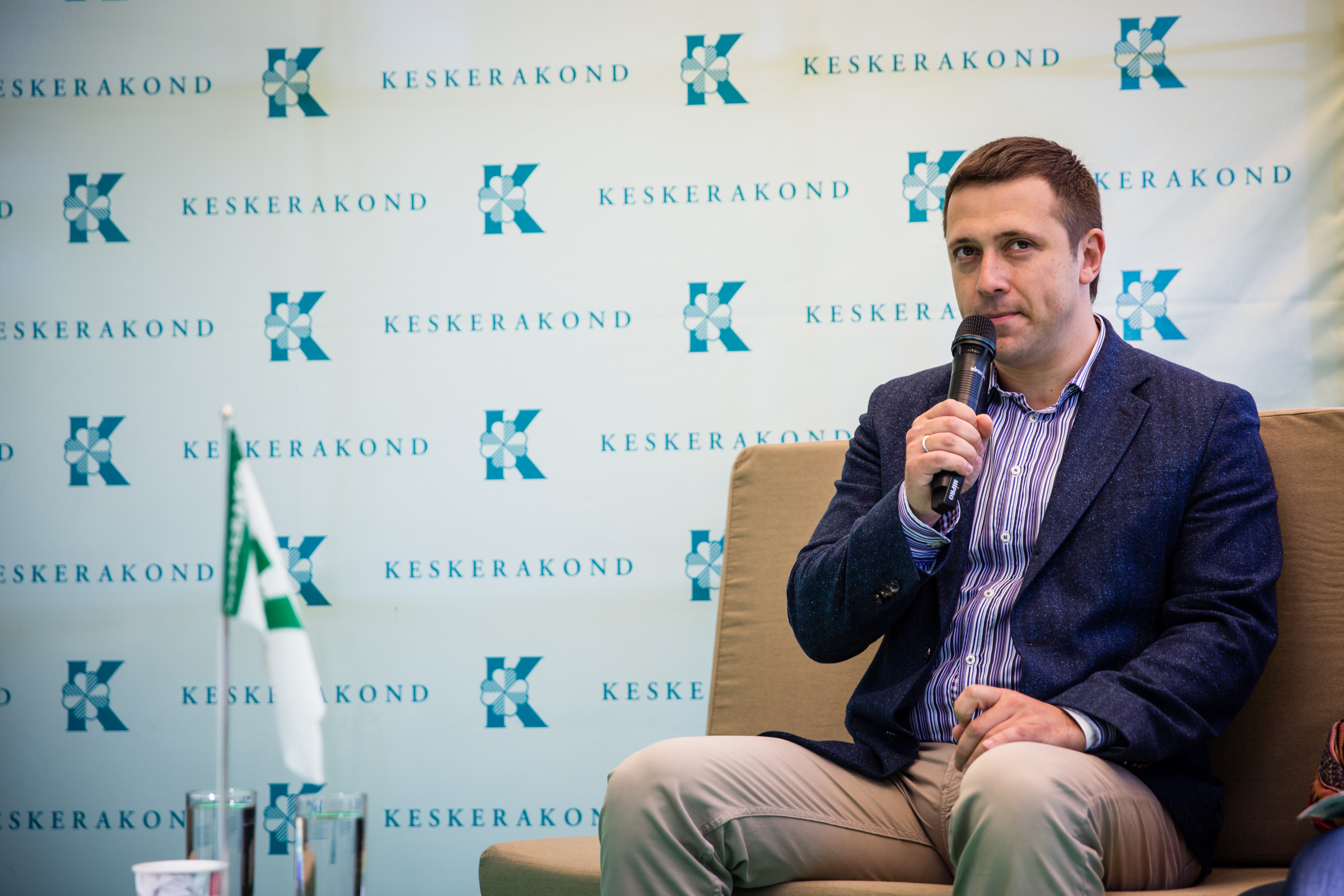
Вадим Белобровцев, Фестиваль Мнений 2015.

6 мая 2015 года вступил в Центристскую партию Эстонии.
С 28 мая 2015 года по 9 ноября 2017 года был старейшиной Кристийне. С 9 ноября 2017 года Белобровцев вновь стал вице-мэром Таллинна и отвечает за образование, культуру и спорт.
В 2019 году баллотировался на парламентских выборах, набрав 1969 голосов и обеспечив себе место в парламенте. В апреле Вадим Белобровцев сообщил, что остается в столичной городской управе и не собирается уходить в Рийгикогу. В 2019 году также участвовал в выборах в Европейский парламент, на которых набрал 1763 голосов и не получил мандат.

## Личная жизнь
Вадим Белобровцев женат, имеет 3 детей.